# Постріл у степу
«Постріл у степу» — радянський телефільм 1990 року, знятий режисером Кадиржаном Кидиралієвим на кіностудії «Киргизфільм».

## Сюжет
Повернувся на батьківщину Сигин, влаштувався на роботу, закохався і отримав таку настанову від рідних: «Найголовніше в дружбі з Алмазом бути. У кого з ним стосунки добрі, той живе. А якщо образиться — хоч біжи. Він звик, щоб його всі поважали, погоджувалися завжди з ним. Якщо попросить щось, тут уже відмовлятися не здумай».

## У ролях
- Мурат Мамбетов — Сигин
- Нагіра Жумагулова — Толкун
- Дюйшен Байтобетов — Алмаз
- Токон Дайирбеков — Мирзабек
- Акжолтой Кочкорбаєва — Зейнеп
- Асанкул Осмонов — Суюмбай
- С. Мирзалієва — Майликан
- Асилбек Озубеков — Тургунбай
- Тинара Абдразаєва — дружина Тургунбая
- Турсун Уралієв — Давлетбай
- Азамат Молдабаєв — епізод
- Калик Акматов — епізод
- Ш. Мамбетисаєв — епізод

## Знімальна група
- Режисер — Кадиржан Кидиралієв
- Сценаристи — А. Ахмадєєв, Нуртай Борбієв
- Оператор — Хасанбек Кидиралієв
- Композитор — Муратбек Бегалієв
- Художник — Олексій Макаров